# 틴 루프 파이
틴 루프 파이(tin roof pie)은 아이스크림 케이크의 변종 중 하나이다. 밑부분은 콘 플레이크, 옥수수 시럽, 땅콩 버터 등으로 만든다. 그 다음에는 그 위로 아이스크림, 초콜릿 시럽 등을 얹는다.
때때로 초콜릿 바를 부수어 올리기도 하며, 땅콩을 부수어 올리기도 하고, 카라멜을 올려 먹기도 한다.